# Carlos Viver Arza
Carlos Viver Arza (geboren am 24. April 1973 in Granollers) ist ein spanischer Handballtrainer und ehemaliger Handballspieler, der auf der Spielposition Linksaußen eingesetzt wurde.

## Vereinskarriere
Er war nahezu seine gesamte Spielerkarriere bei seinem Heimatverein Club Balonmano Granollers in der Liga Asobal, Spaniens höchster Spielklasse, unter Vertrag. Einzig die Saison 1999/2000 bestritt er für einen anderen Verein, Sociedad Deportiva Teucro, anschließend kehrte er nach Granollers zurück. Für den Verein aus Granollers, mit dem er zwei Europapokale und einmal die Copa Asobal gewann, war er bis 2008 aktiv.

## Handballtrainer
Anschließend war Viver als Handballtrainer tätig.
Er übernahm zunächst das unter dem Namen KH-7 BM Gronollers antretende Frauenteam Granollers', das er im Jahr 2014 zum Aufstieg in die División de Honor führte.
Ab 2014 trainierte er das unter dem Namen Fraikin BM Gronollers antretende Männerteam des Vereins.
Von Februar 2017 bis September 2021 betreute er für die RFEBM die Frauen-Nationalmannschaft Spaniens. Unter seiner Leitung belegte die Mannschaft den 11. Platz bei der Weltmeisterschaft 2017 und gewann die Mittelmeerspiele 2018. Bei der Europameisterschaft 2018 belegte die Mannschaft Platz 12, bei der Weltmeisterschaft 2019 in Japan Platz 2. Bei der Europameisterschaft 2020 kam das spanische Team auf Platz 9, ebenso bei den ins Jahr 2021 verlegten Olympischen Spielen 2020 in Tokio.
Im November 2020 übernahm er parallel zum Nationaltraineramt das Frauenteam vom rumänischen Verein Rapid Bukarest, das zu diesem Zeitpunkt auf dem vorletzten Platz der Liga stand und das er bis November 2021 zu einer Spitzenposition führte.
Im Januar 2024 wurde Viver als neuer Trainer der angolanischen Frauen-Nationalmannschaft sowie des CD Primeiro de Agosto vorgestellt. Unter seiner Leitung gewann Angola die Goldmedaille bei den Afrikaspielen in Accra sowie die Afrikameisterschaft 2024.